# ناحیه کورمند
ناحیهٔ کورمند (به مجاری: Körmendi járás) یک ناحیه در مجارستان است که در شهرستان واش واقع شده‌است. ناحیهٔ کورمند ۶۱۴٫۵۳ کیلومتر مربع مساحت و ۲۷٬۱۷۷ نفر جمعیت دارد.